# Padillothorax elegans
Padillothorax elegans är en spindelart som beskrevs av Eduard Reimoser 1927. Padillothorax elegans ingår i släktet Padillothorax och familjen hoppspindlar. Inga underarter finns listade i Catalogue of Life.